# Out of the Ruins (film 1928)
Out of the Ruins è un film muto del 1928 diretto da John Francis Dillon. La sceneggiatura si basa su uno dei racconti contenuti nella raccolta Out of the Ruins, and Other Little Novels di Philip Hamilton Gibbs, pubblicato a Londra nel 1927.

## Produzione
Il film fu prodotto dalla First National Pictures.

## Distribuzione
Il copyright del film, richiesto dalla First National Pictures, Inc., fu registrato il 17 agosto 1928 con il numero LP25538.
Distribuito dalla First National Pictures e presentato da Richard A. Rowland, il film uscì nelle sale cinematografiche statunitensi il 19 agosto 1928.